# Heinrich Apel
Heinrich Apel (* 5. Mai 1935 in Schwaneberg, Provinz Sachsen; † 24. Mai 2020) war ein deutscher Künstler, Bildhauer und Restaurator.

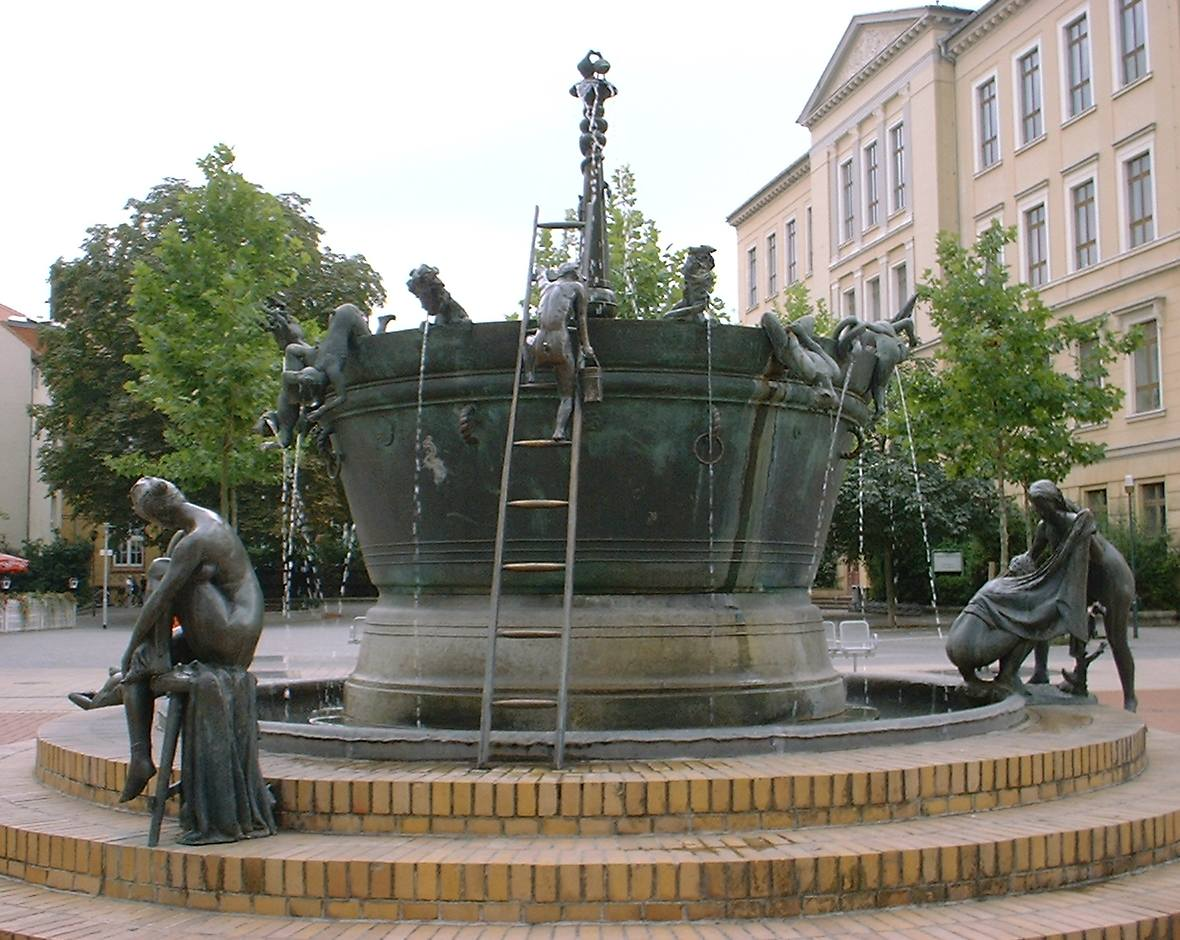
Faunbrunnen in Magdeburg

## Leben
Der 1935 in Sachsen-Anhalt geborene Heinrich Apel studierte von 1953 bis 1959 an der Kunsthochschule Burg Giebichenstein bei Gustav Weidanz Bildhauerei. Seit 1959 war Apel in Magdeburg tätig. Sein Wirken beschränkte sich nicht nur auf baugebundene Arbeiten wie Bronzetüren, Brunnen, Architekturdetails und Standbilder, sondern seine Arbeit umfasste auch Collagen, Textilien, Medaillen, Kleinplastiken und Bilder. Ebenso war er als Restaurator an den Domen Magdeburg, Halberstadt, Stendal, an der Stiftskirche Quedlinburg und beim Wiederaufbau des Magdeburger Reiters tätig.
2019 wurde Apel durch Ministerpräsident Reiner Haseloff für sein künstlerisches Engagement in der Landeshauptstadt Magdeburg und darüber hinaus der Verdienstorden des Landes Sachsen-Anhalt überreicht.

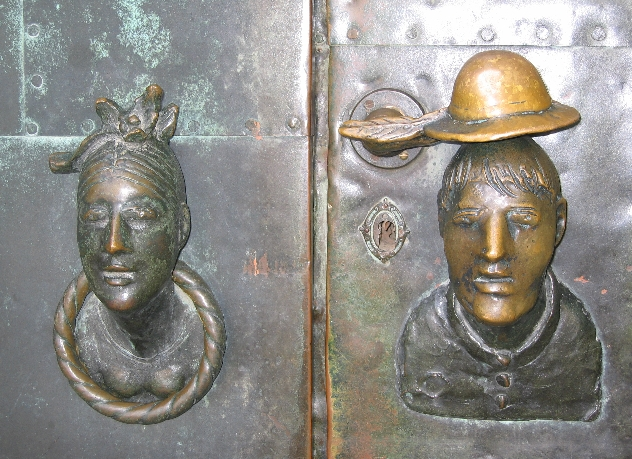
Eingangspforte des Klosters Unser Lieben Frauen, Magdeburg

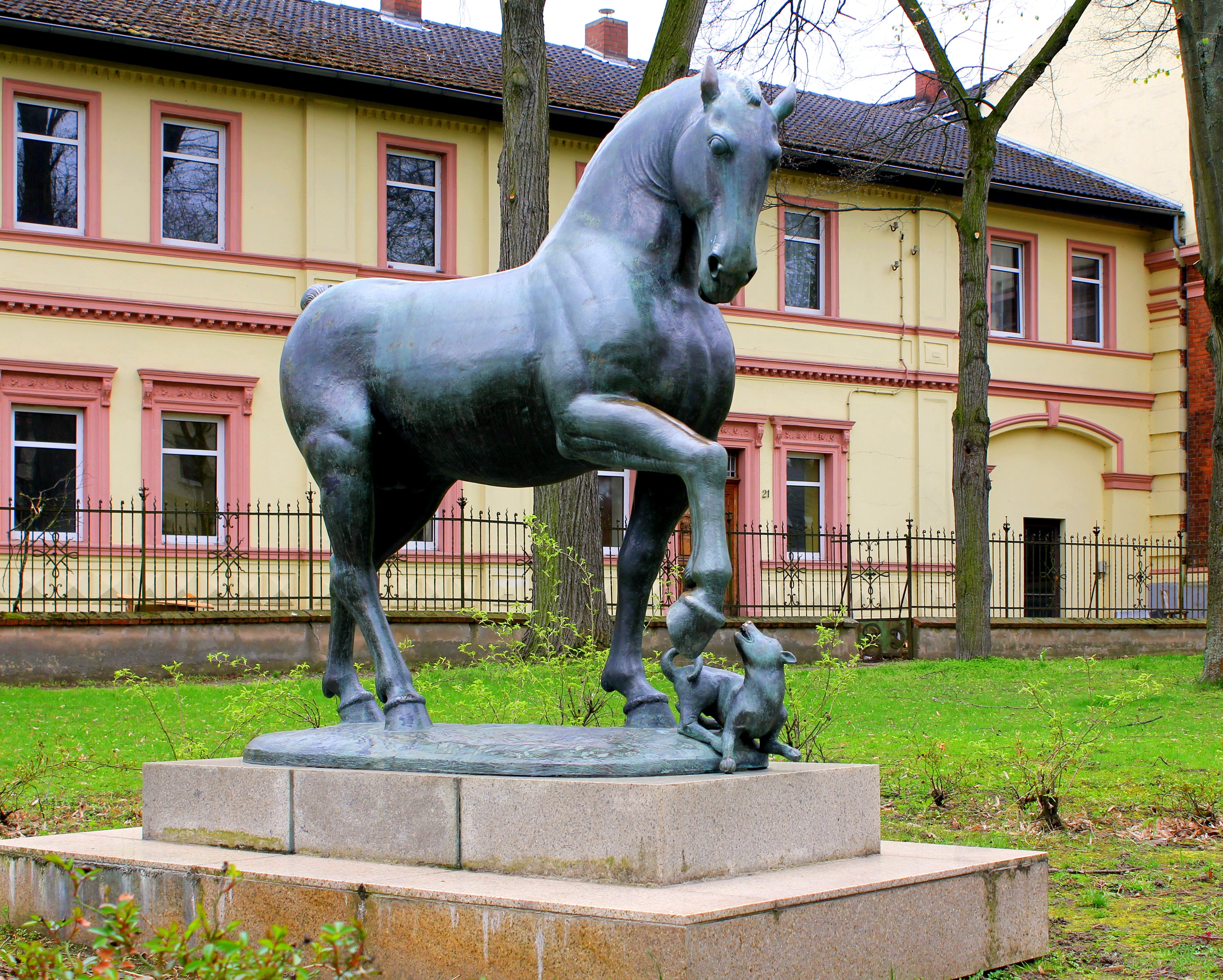
Skulptur „Pferd mit Hund“, Altenweddingen

## Werke
- Dom zu Magdeburg, Türklinkengestaltungen 1962–1964: Urteil des Paris / Eule / Vögel am Nest
- Faunbrunnen (oder Teufelsbrunnen) in der Leiterstraße in Magdeburg; die technologische Umsetzung der Künstler-Entwürfe für den Faunbrunnen in Magdeburg schuf 1975 und 1976 Glockengießermeister Peter Schilling aus Apolda.
- Eingangstüren des Klosters Unser Lieben Frauen in Magdeburg
- Eingangsportal der Johanniskirche in Magdeburg
- Bronzeplatten am Rathaus Magdeburg
- Eulenspiegelbrunnen in Magdeburg
- Lenné-Büste im Klosterbergegarten in Magdeburg
- Kircheninventar in St. Petri in Magdeburg
- Klingelfee, 1974, Die vorgesehene Aufstellung auf dem Dach des Magdeburger Rathauses unterblieb, ist jedoch geplant.
- Dryade (Skulptur, Bronze, 1975/1976)[3]
- Bronzeplastik Lebensbaum aus dem Jahr 1976, etwa einen Meter hoch, im inneren Eingangsbereich des Gebäudes Domplatz 6 im Landtag von Sachsen-Anhalt
- Eingangstüren vom Kreuzgang zum Vorraum des Domschatzgewölbes und zum Domschatzgewölbe im Naumburger Dom
- Die fünf Sinne (Figurengruppe von 1969, aufgestellt 1972, zerstört 2022, im April 2023 wieder aufgestellt)
- Handläufe der Franziskustreppe und der Paradiestreppe im Naumburger Dom
- Taufbecken in der St.-Thomas-Kirche in Pretzien
- Plastik des Hofnarren Fröhlich in Dresden am Neustädter Markt (1978)[4]
- Plastik für den Eike-von-Repgow-Preis der Stadt Magdeburg[5]
- Nietzsche-Denkmal auf dem Holzmarkt in Naumburg
- Türklinke „Martyrium des Hl. Laurentius auf dem Feuerrost“ in der Lorenzkirche in Salzwedel
- Die Rettungstat des Hauptmann Igor Belikow in Magdeburg
- Denkmal für Franz Mehring in Berlin-Friedrichshain, 1978/1981
- Jenny Marx (Skulptur, Bronze, 1980; ausgestellt 1982/1983 auf der IX. Kunstausstellung der DDR)[6]
- Skulptur „Pferd mit Hund“ in Altenweddingen, 1981[7]
- Albertus Magnus (Kniende Figur, Bronze, 1985/1986; ausgestellt 1987/1988 auf der X. Kunstausstellung der DDR)[8]
- Stadtplakette der Landeshauptstadt Magdeburg
- Skulptur Jutta von Sangerhausen in der Ulrichkirche Sangerhausen

Weitere Werke stehen in Berlin, Dresden, Halle, Frankfurt (Oder), Bernburg, Salzwedel, Egeln, Worms und Klostermansfeld.

## Ausstellungen

### Einzelausstellungen (Auswahl)
- 1967: Bernburg, Museum im Schloss (mit Helmut Brade und Fritz Müller)

- 1995: Magdeburg, Kloster Unser Lieben Frauen („Querschnitte, Plastik, Textilien, Collagen“)

### Ausstellungsbeteiligungen (Auswahl)
- 1967/1968, 1972/1973, 1977/1978 und 1982/1983: Dresden, Deutsche Kunstausstellung bzw. Kunstausstellungen der DDR

- 1969: Rostock, Zoologischer Garten („Plastik im Zoo“)

- 1970: Berlin, Altes Museum („Auferstanden aus Ruinen. Druckgraphik und Zeichnungen 1945 - 1970“)

- 1974: Berlin („Grafik in der DDR“)

- 1979: Berlin, Altes Museum („Jugend in der Kunst“)

- 1979 und 1984, Magdeburg, Bezirkskunstausstellungen

- 1979: Berlin, Altes Museum („Weggefährden – Zeitgenossen“)

- 1982: Berlin, Treptower Park („Plastik und Blumen“)

- 1984: Berlin, Altes Museum („Alltag und Epoche“)

- 1985: Erfurt, Gelände der Internationalen Gartenbauausstellung („Künstler im Bündnis“)

- 1985: Berlin („Musik in der bildenden Kunst“)

- 1987: Dresden („Wirklichkeit und Bildhauerzeichnung“)

- 1988: Berlin, Nationalgalerie („Mensch – Figur – Raum. Werke deutscher Bildhauer des 20. Jahrhunderts“)

- 1989: Berlin, Akademie-Galerie im Marstall („Bauleute und ihre Werke. Widerspiegelungen in der bildenden Kunst der DDR“)